# Protonterapi
Protonterapi, proton strålebehandling eller protonbehandling er en form for strålebehandling mod kræft, som skåner vævet omkring tumoren, da strålerne rammer mere præcist, og ikke går gennem hele vævet.
Der hvor protonstrålen kommer fra, kaldes en strålekanon.